# Natation aux Jeux olympiques d'été de 2012
Navigation
Les épreuves de natation aux Jeux olympiques d'été de 2012 ont eu lieu du 28 juillet au 10 août 2012 à Londres, au Royaume-Uni. Les compétitions rassemblent 931 athlètes, issus de 167 fédérations affiliées au Comité international olympique. Les épreuves en bassin se déroulent au sein de l'Aquatics Centre, pendant que les épreuves en eau libre ont lieu dans la rivière Serpentine. Trente-quatre finales figurent au programme de cette compétition (17 masculines et 17 féminines), soit les mêmes que lors de la précédente édition des Jeux à Pékin.
Les États-Unis occupent la première place du classement par nations avec 31 médailles remportées (dont 16 en or), devant la Chine (10 dont 5 en or) et la France (7 dont 4 en or).
Neuf records du monde sont améliorés durant ces quatorze jours de compétitions : celui du 100 mètres brasse par le Sud-Africain Cameron van der Burgh, celui du 200 mètres brasse par le Hongrois Dániel Gyurta et celui du 1 500 mètres nage libre par le Chinois Sun Yang pour les records masculins. Chez les dames, la Chinoise Ye Shiwen sur 400 mètres 4 nages, les Américaines Dana Vollmer, Rebecca Soni (par deux fois) et Missy Franklin sur respectivement 100 mètres papillon, 200 mètres brasse et 200 mètres dos et l'équipe des États-Unis sur le 4 × 100 mètres 4 nages. Par ailleurs, vingt-cinq records olympiques sont établis.

## Organisation

### Sites des compétitions

#### Aquatics Centre
L'Aquatics Centre, situé dans le Parc olympique dans le quartier de Stratford à Londres, est construit pour ces Jeux olympiques et accueille les épreuves de natation ainsi que les compétitions de natation synchronisée, de plongeon et de pentathlon moderne. Conçu par l'architecte irako-britannique Zaha Hadid, la construction de cette infrastructure a eu lieu entre juillet 2008 et juillet 2011. Construit pour un montant de 330 millions de livres sterling, il présente un toit courbé sous la forme d'une vague d'une longueur de 160 m et d'une largeur de 80 m qui contient 180 000 carreaux sur sa toiture,. Pouvant accueillir jusqu'à 17 500 spectateurs durant les Jeux, le lieu comprend entre autres une piscine olympique et une piscine d'échauffement de 50 m chacune ainsi qu'une piscine de 25 m pour les épreuves de plongeon.
Après les Jeux olympiques et paralympiques, le site est fermé et sera rouvert en 2014 au grand public après la suppression des deux ailes temporaires pour que la capacité passe de 17 500 à 2 500 spectateurs,.

#### Hyde Park
Le site de Hyde Park est choisi pour accueillir les épreuves de nage en eau libre ainsi que pour la partie natation des triathlons. En ce qui concerne les deux marathons de 10 km, ils se passent plus précisément dans le lac Serpentine où les athlètes font un parcours, balisé par des bouées, six fois. Ce parcours, symbolisé par des bouées, comprend également un ponton pour permettre aux nageurs de se nourrir durant la course. Les spectateurs peuvent assister aux deux compétitions gratuitement (sauf pour une zone près du départ où il faut obtenir des tickets),,.

### Calendrier
Le calendrier des épreuves de natation des Jeux olympiques d'été de 2012 est partagé en deux parties avec les épreuves en piscine du 28 juillet au 4 août à l'Aquatics Centre et les épreuves en eau libre du 9 au 10 août à Hyde Park.
Pour les épreuves en piscine, les séries ont lieu le matin tandis que les demi-finales et les finales ont lieu lors de la session du soir avec un jour entre les demi-finales et les finales dans ces épreuves avec des demi-finales,.
| Juillet/Août 2012 | Sam 28                                    | Dim 29                                   | Lun 30                     | Mar 31                                     | Mer 1er                                    | Jeu 2                         | Ven 3                          | Sam 4                                       | Jeu 9 | Ven 10 |
| ----------------- | ----------------------------------------- | ---------------------------------------- | -------------------------- | ------------------------------------------ | ------------------------------------------ | ----------------------------- | ------------------------------ | ------------------------------------------- | ----- | ------ |
| Hommes            | 400 m nage libre 400 m 4 nages            | 100 m brasse Relais 4 × 100 m nage libre | 200 m nage libre 100 m dos | 200 m papillon Relais 4 × 200 m nage libre | 100 m nage libre 200 m brasse              | 200 m dos 200 m 4 nages       | 50 m nage libre 100 m papillon | 1 500 m nage libre Relais 4 × 100 m 4 nages | -     | 10 km  |
| Femmes            | 400 m 4 nages Relais 4 × 100 m nage libre | 100 m papillon 400 m nage libre          | 100 m brasse 100 m dos     | 200 m nage libre 200 m 4 nages             | 200 m papillon Relais 4 × 200 m nage libre | 100 m nage libre 200 m brasse | 800 m nage libre 200 m dos     | 50 m nage libre Relais 4 × 100 m 4 nages    | 10 km | -      |
| Total             | 4                                         | 4                                        | 4                          | 4                                          | 4                                          | 4                             | 4                              | 4                                           | 1     | 1      |

## Participation

### Qualification
Pour chaque épreuve, un pays peut engager deux nageurs à condition qu'ils aient réalisé chacun le temps de qualification olympique (TQO). Par ailleurs, un seul nageur par fédération participe aux Jeux s'il effectue le temps de sélection olympique (TSO), si le quota général de 900 athlètes n'a pas été dépassé et s'il est assez haut dans le classement établi par la FINA. Les TQO et TSO doivent être réalisés entre le 1er mars 2011 et le 18 juin 2012 dans des championnats continentaux, des épreuves de sélection nationales olympiques ou des compétitions internationales approuvées par la FINA. De plus, les comité nationaux olympiques peuvent inscrire des nageurs indépendamment du temps (1 nageur par sexe) s'ils n'avaient pas de nageurs qui avaient réussi les temps de qualification nécessaires à condition que ces nageurs aient participé aux championnats du monde de natation 2011 à Shanghai (Chine) et qu'ils soient admis par la FINA. Enfin, un pays ne peut pas avoir plus de 26 hommes et 26 femmes (donc 52 athlètes au total) dans son équipe.
En ce qui concerne les relais, seize équipes se qualifient pour participer à chaque épreuve de relais. Ces équipes sont les douze premières des Championnats du monde de natation 2011 dans chaque épreuve de relais ainsi que les quatre équipes non encore qualifiés qui ont réalisé les temps les plus rapides lors d'une période allant du 1er mars 2011 au 1er juin 2012.
Pour les épreuves de 10 km, 25 nageurs sont qualifiés par épreuve. Ces nageurs sont les dix premiers des épreuves de 10 km aux Championnats du monde de natation 2011, les neuf premiers de l'épreuve qualificative FINA de Marathon de Natation 2012 pour les Jeux olympiques qui a eu lieu le 8 et 9 juin 2012 à Setúbal au Portugal, un représentant pas encore qualifié de chaque continent (Afrique, Amérique, Asie, Europe et Océanie) choisis en fonction de son classement lors de la course qualificative de Setúbal et enfin, un représentant du pays hôte (Grande-Bretagne) s'il ne s'est pas qualifié par d'autres moyens.
| Hommes             | Hommes         | Hommes         | Femmes           | Femmes        | Femmes        |
| Épreuve            | TQO            | TSO            | Épreuve          | TQO           | TSO           |
| ------------------ | -------------- | -------------- | ---------------- | ------------- | ------------- |
| 50 m nage libre    | 22 s 11        | 22 s 88        | 50 m nage libre  | 25 s 27       | 26 s 15       |
| 100 m nage libre   | 48 s 82        | 50 s 53        | 100 m nage libre | 54 s 57       | 56 s 48       |
| 200 m nage libre   | 1 min 47 s 82  | 1 min 51 s 59  | 200 m nage libre | 1 min 58 s 33 | 2 min 02 s 47 |
| 400 m nage libre   | 3 min 48 s 92  | 3 min 54 s 13  | 400 m nage libre | 4 min 09 s 35 | 4 min 18 s 07 |
| -                  | -              | -              | 800 m nage libre | 8 min 33 s 84 | 8 min 51 s 82 |
| 1 500 m nage libre | 15 min 11 s 83 | 15 min 43 s 74 | -                | -             | -             |
| 100 m dos          | 54 s 40        | 56 s 30        | 100 m dos        | 1 min 00 s 82 | 1 min 02 s 95 |
| 200 m dos          | 1 min 58 s 48  | 2 min 02 s 63  | 200 m dos        | 2 min 10 s 84 | 2 min 15 s 42 |
| 100 m brasse       | 1 min 00 s 79  | 1 min 02 s 92  | 100 m brasse     | 1 min 08 s 49 | 1 min 10 s 89 |
| 200 m brasse       | 2 min 11 s 74  | 2 min 16 s 35  | 200 m brasse     | 2 min 26 s 89 | 2 min 32 s 03 |
| 100 m papillon     | 52 s 36        | 54 s 19        | 100 m papillon   | 58 s 70       | 1 min 00 s 75 |
| 200 m papillon     | 1 min 56 s 86  | 2 min 00 s 95  | 200 m papillon   | 2 min 08 s 95 | 2 min 13 s 46 |
| 200 m 4 nages      | 2 min 00 s 17  | 2 min 04 s 38  | 200 m 4 nages    | 2 min 13 s 36 | 2 min 18 s 03 |
| 400 m 4 nages      | 4 min 16 s 46  | 4 min 25 s 44  | 400 m 4 nages    | 4 min 41 s 75 | 4 min 51 s 75 |

### Participants
La FINA a annoncé début juillet 2012 que 166 nations participeront aux épreuves de natation aux Jeux olympiques de 2012 (toutes les nations qualifiées pour les épreuves de 10 km ont aussi au moins un nageur qualifié pour les épreuves en piscine). 59 nations sont qualifiés via le temps de qualification olympique, 12 via le temps de sélection olympique et 95 via l'universalité.
La nageuse la plus jeune est la Togolaise Adzo Kpossi, âgée de 13 ans et engagée sur le 50 m nage libre,. Il s'agit également de la personne la plus jeune à participer aux Jeux de Londres. Le plus âgé est le Suédois Lars Frölander, qui, à 38 ans, participe à ses sixièmes Jeux, en prenant part au 100 m papillon où il a été champion olympique lors des Jeux de Sydney en 2000,.
Les nations avec des nageurs aux Jeux sont (l'effectif des équipes est en parenthèses) :

## Compétition

### Résumés

#### 28 juillet
Les séries du 400 m 4 nages hommes marquent le début de la compétition olympique. Celles-ci sont marquées par l'élimination du Hongrois László Cseh, vice-champion olympique en 2008 et par la qualification de justesse, en huitième position, du double champion olympique en titre de la discipline, l'Américain Michael Phelps en un temps de 4 min 13 s 33 soit 7 centièmes de mieux que Cseh. Le Japonais Kosuke Hagino remporte ces séries en 4 min 10 s 01,,. Cette session matinale voit également dans les séries du 400 m nage libre hommes l'élimination du détenteur du record du monde, l'Allemand Paul Biedermann, 12e des séries et la disqualification du champion olympique en titre, le Sud-Coréen Park Tae-hwan pour faux-départ. Toutefois, la disqualification de Tae-hwan est annulée dans l'après-midi par le jury d'appel de la FINA.
Quatre finales sont prévus lors de la première session du soir. La première finale à avoir lieu est celle du 400 m 4 nages hommes. L'Américain Ryan Lochte, champion du monde en titre de la discipline remporte celle-ci en 4 min 5 s 18, soit la meilleure performance mondiale de l'année et devient pour la deuxième fois champion olympique en individuel après le 200 m dos à Pékin en 2008,. Il devance le Brésilien Thiago Pereira et le Japonais Hagino, qui remportent pour la première fois une médaille olympique (en argent et en bronze respectivement) ainsi que Michael Phelps qui, pour la première fois depuis les Jeux de Sydney en 2000, ne remporte pas de médaille dans une course olympique en individuel,. Dans la deuxième finale de la soirée, celle du 400 m nage libre hommes, même si le Sud-Coréen Park Tae-hwan mène la course jusqu'aux 300 mètres, il est battu par le Chinois Sun Yang, qui devient le premier champion olympique chinois en natation en 3 min 40 s 14, ce qui constitue le nouveau record olympique que détenait auparavant l'Australien Ian Thorpe,. Tae-hwan prend la deuxième place tandis que l'Américain Peter Vanderkaay remporte sa deuxième médaille de bronze après celle obtenue en 2008 dans le 200 m nage libre,. La Chine remporte une seconde médaille d'or dans la course suivante. En effet, dans le 400 m 4 nages féminin, c'est la jeune Ye Shiwen, âgée de 16 ans, qui devient championne olympique grâce à un très fort finish qui lui permet de battre le record du monde en 4 min 28 s 43, soit une seconde et deux centièmes de mieux que l'ancien record du monde détenu par l'Australienne Stephanie Rice, qui, également, perd son titre olympique en se classant à la sixième place,. L'Américaine Elizabeth Beisel prend l'argent et une autre chinoise, Li Xuanxu obtient le bronze,. Enfin, dans la finale du relais féminin 4 × 100 m nage libre, le relais australien composé d'Alicia Coutts, Cate Campbell, Brittany Elmslie et Melanie Schlanger remporte la médaille d'or et bat le record olympique (en 3 min 33 s 15), qui était détenu jusqu'ici par le relais néerlandais, qui termine cette fois-ci à la seconde place,. Le relais américain complète le podium en troisième position et permet à Natalie Coughlin (qui avait participé aux séries) d'obtenir sa 12e médaille olympique,.
De plus, dans les deux demi-finales de cette première journée, le Sud-Africain Cameron van der Burgh bat le record olympique du 100 m brasse en 58 s 83 tandis que dans le 100 m papillon féminin, l'Américaine Dana Vollmer remporte les demi-finales et les séries où elle avait battu le record olympique en 56 s 25.

#### 29 juillet
Les Français remportent la première médaille d'or olympique de l'histoire pour un relais, celui du 4 × 100 mètres.

### Résultats

#### Hommes
| Épreuve                                  | Or | Or                  | Argent | Argent               | Bronze | Bronze             |
| ---------------------------------------- | --- | ------------------- | --- | -------------------- | --- | ------------------ |
| Nage libre                               | |                     | |                      | |                    |
| 50 m résultats détaillés                 | Florent Manaudou (FRA) | 21 s 34             | Cullen Jones (USA) | 21 s 54              | César Cielo (BRA) | 21 s 59            |
| 100 m résultats détaillés                | Nathan Adrian (USA) | 47 s 52             | James Magnussen (AUS) | 47 s 53              | Brent Hayden (CAN) | 47 s 80            |
| 200 m résultats détaillés                | Yannick Agnel (FRA) | 1 min 43 s 14       | Park Tae-hwan (KOR) Sun Yang (CHN) | 1 min 44 s 93        | – | –                  |
| 400 m résultats détaillés                | Sun Yang (CHN) | 3 min 40 s 14 (RO)  | Park Tae-hwan (KOR) | 3 min 42 s 06        | Peter Vanderkaay (USA) | 3 min 44 s 09      |
| 1 500 m résultats détaillés              | Sun Yang (CHN) | 14 min 31 s 02 (RM) | Ryan Cochrane (CAN) | 14 min 39 s 63 (RAM) | Oussama Mellouli (TUN) | 14 min 40 s 31     |
| Dos                                      | |                     | |                      | |                    |
| 100 m résultats détaillés                | Matt Grevers (USA) | 52 s 16 (RO)        | Nick Thoman (USA) | 52 s 92              | Ryōsuke Irie (JPN) | 52 s 97            |
| 200 m résultats détaillés                | Tyler Clary (USA) | 1 min 53 s 41 (RO)  | Ryōsuke Irie (JPN) | 1 min 53 s 78        | Ryan Lochte (USA) | 1 min 53 s 94      |
| Brasse                                   | |                     | |                      | |                    |
| 100 m résultats détaillés                | Cameron van der Burgh (RSA) | 58 s 46 (RM)        | Christian Sprenger (AUS) | 58 s 93              | Brendan Hansen (USA) | 59 s 49            |
| 200 m résultats détaillés                | Dániel Gyurta (HUN) | 2 min 7 s 28 (RM)   | Michael Jamieson (GBR) | 2 min 7 s 43         | Ryo Tateishi (JPN) | 2 min 8 s 29       |
| Papillon                                 | |                     | |                      | |                    |
| 100 m résultats détaillés                | Michael Phelps (USA) | 51 s 21             | Chad le Clos (RSA) Evgeny Korotyshkin (RUS) | 51 s 44              | – | –                  |
| 200 m résultats détaillés                | Chad le Clos (RSA) | 1 min 52 s 96 (RAF) | Michael Phelps (USA) | 1 min 53 s 01        | Takeshi Matsuda (JPN) | 1 min 53 s 21      |
| 4 nages                                  | |                     | |                      | |                    |
| 200 m résultats détaillés                | Michael Phelps (USA) | 1 min 54 s 27       | Ryan Lochte (USA) | 1 min 54 s 90        | Laszlo Cseh (HUN) | 1 min 56 s 22      |
| 400 m résultats détaillés                | Ryan Lochte (USA) | 4 min 5 s 18        | Thiago Pereira (BRA) | 4 min 8 s 86         | Kōsuke Hagino (JPN) | 4 min 8 s 94 (RAS) |
| Relais                                   | |                     | |                      | |                    |
| 4 × 100 m nage libre résultats détaillés | FRA Amaury Leveaux (48 s 13) Fabien Gilot (47 s 67) Clément Lefert (47 s 39) Yannick Agnel (46 s 74) Alain Bernard Jérémy Stravius                                 | 3 min 9 s 93        | USA Nathan Adrian (47 s 89) Michael Phelps (47 s 15) Cullen Jones (47 s 60) Ryan Lochte (47 s 74) Jimmy Feigen Matt Grevers Ricky Berens Jason Lezak | 3 min 10 s 38        | RUS Andrey Grechin (48 s 57) Nikita Lobintsev (47 s 39) Vladimir Morozov (47 s 85) Danila Izotov (47 s 60) Evgeny Lagunov Sergei Fesikov      | 3 min 11 s 41      |
| 4 × 200 m nage libre résultats détaillés | USA Ryan Lochte (1 min 45 s 15) Conor Dwyer (1 min 45 s 23) Ricky Berens (1 min 45 s 27) Michael Phelps (1 min 44 s 05) Charlie Houchin Matt McLean Davis Tarwater | 6 min 59 s 70       | FRA Amaury Leveaux (1 min 46 s 70) Grégory Mallet (1 min 46 s 83) Clément Lefert (1 min 46 s 00) Yannick Agnel (1 min 43 s 24) Jérémy Stravius       | 7 min 2 s 77         | CHN Hao Yun (1 min 47 s 12) Li Yunqi (1 min 46 s 46) Jiang Haiqi (1 min 47 s 17) Sun Yang (1 min 45 s 55) Lü Zhiwu Dai Jun                    | 7 min 6 s 30       |
| 4 × 100 m 4 nages résultats détaillés    | USA Matt Grevers (52 s 58) Brendan Hansen (59 s 18) Michael Phelps (50 s 73) Nathan Adrian (46 s 85) Cullen Jones Tyler McGill Nick Thoman Eric Shanteau           | 3 min 29 s 35       | JPN Ryōsuke Irie (52 s 92) Kōsuke Kitajima (59 s 64) Takeshi Matsuda (51 s 20) Takuro Fujii (48 s 50)                                                | 3 min 31 s 26        | AUS Hayden Stoeckel (53 s 71) Christian Sprenger (59 s 05) Matt Targett (51 s 60) James Magnussen (47 s 22) Brenton Rickard Tommaso D'Orsogna | 3 min 31 s 58      |
| Eau libre                                | |                     | |                      | |                    |
| 10 km résultats détaillés                | Oussama Mellouli (TUN) | 1 h 49 min 55 s 1   | Thomas Lurz (GER) | 1 h 49 min 58 s 5    | Richard Weinberger (CAN) | 1 h 50 min 0 s 3   |

#### Femmes
| Épreuve                                  | Or | Or                  | Argent | Argent               | Bronze | Bronze              |
| ---------------------------------------- | --- | ------------------- | --- | -------------------- | --- | ------------------- |
| Nage libre                               | |                     | |                      | |                     |
| 50 m résultats détaillés                 | Ranomi Kromowidjojo (NED) | 24 s 05 (RO)        | Aliaksandra Herasimenia (BLR) | 24 s 28              | Marleen Veldhuis (NED) | 24 s 39             |
| 100 m résultats détaillés                | Ranomi Kromowidjojo (NED) | 53 s 00 (RO)        | Aliaksandra Herasimenia (BLR) | 53 s 38              | Tang Yi (CHN) | 53 s 44             |
| 200 m résultats détaillés                | Allison Schmitt (USA) | 1 min 53 s 61 (RO)  | Camille Muffat (FRA) | 1 min 55 s 58        | Bronte Barratt (AUS) | 1 min 55 s 81       |
| 400 m résultats détaillés                | Camille Muffat (FRA) | 4 min 1 s 45 (RO)   | Allison Schmitt (USA) | 4 min 1 s 77 (RAM)   | Rebecca Adlington (GBR) | 4 min 3 s 01        |
| 800 m résultats détaillés                | Katie Ledecky (USA) | 8 min 14 s 63 (RAM) | Mireia Belmonte (ESP) | 8 min 18 s 76        | Rebecca Adlington (GBR) | 8 min 20 s 32       |
| Dos                                      | |                     | |                      | |                     |
| 100 m résultats détaillés                | Missy Franklin (USA) | 58 s 33 (RAM)       | Emily Seebohm (AUS) | 58 s 68              | Aya Terakawa (JPN) | 58 s 83 (RAS)       |
| 200 m résultats détaillés                | Missy Franklin (USA) | 2 min 4 s 06 (RM)   | Anastasia Zueva (RUS) | 2 min 5 s 68         | Elizabeth Beisel (USA) | 2 min 6 s 55        |
| Brasse                                   | |                     | |                      | |                     |
| 100 m résultats détaillés                | Rūta Meilutytė (LTU) | 1 min 5 s 47        | Rebecca Soni (USA) | 1 min 5 s 55         | Satomi Suzuki (JPN) | 1 min 6 s 46        |
| 200 m résultats détaillés                | Rebecca Soni (USA) | 2 min 19 s 59 (RM)  | Satomi Suzuki (JPN) | 2 min 20 s 72 (=RAS) | Yuliya Efimova (RUS) | 2 min 20 s 92 (RE)  |
| Papillon                                 | |                     | |                      | |                     |
| 100 m résultats détaillés                | Dana Vollmer (USA) | 55 s 98 (RM)        | Lu Ying (CHN) | 56 s 87              | Alicia Coutts (AUS) | 56 s 94             |
| 200 m résultats détaillés                | Jiao Liuyang (CHN) | 2 min 4 s 06 (RO)   | Mireia Belmonte (ESP) | 2 min 5 s 25         | Natsumi Hoshi (JPN) | 2 min 5 s 48        |
| 4 nages                                  | |                     | |                      | |                     |
| 200 m résultats détaillés                | Ye Shiwen (CHN) | 2 min 7 s 57 (RO)   | Alicia Coutts (AUS) | 2 min 8 s 15         | Caitlin Leverenz (USA) | 2 min 8 s 95        |
| 400 m résultats détaillés                | Ye Shiwen (CHN) | 4 min 28 s 43 (RM)  | Elizabeth Beisel (USA) | 4 min 31 s 27        | Li Xuanxu (CHN) | 4 min 32 s 91       |
| Relais                                   | |                     | |                      | |                     |
| 4 × 100 m nage libre résultats détaillés | AUS Alicia Coutts (53 s 90) Cate Campbell (53 s 19) Brittany Elmslie (53 s 41) Melanie Schlanger (52 s 65) Emily Seebohm Yolane Kukla Libby Trickett                | 3 min 33 s 15 (RO)  | NED Inge Dekker (54 s 67) Marleen Veldhuis (53 s 80) Femke Heemskerk (53 s 39) Ranomi Kromowidjojo (51 s 93) Hinkelien Schreuder                                                           | 3 min 33 s 79        | USA Missy Franklin (53 s 52) Jessica Hardy (53 s 53) Lia Neal (53 s 65) Allison Schmitt (53 s 54) Amanda Weir Natalie Coughlin                                           | 3 min 34 s 24 (RAM) |
| 4 × 200 m nage libre résultats détaillés | USA Missy Franklin (1 min 55 s 96) Dana Vollmer (1 min 56 s 02) Shannon Vreeland (1 min 56 s 85) Allison Schmitt (1 min 54 s 09) Lauren Perdue Alyssa Anderson      | 7 min 42 s 92 (RO)  | AUS Bronte Barratt (1 min 55 s 76) Melanie Schlanger (1 min 55 s 62) Kylie Palmer (1 min 56 s 91) Alicia Coutts (1 min 56 s 12) Brittany Elmslie Angie Bainbridge Jade Neilsen Blair Evans | 7 min 44 s 41        | FRA Camille Muffat (1 min 55 s 51) Charlotte Bonnet (1 min 57 s 78) Ophélie-Cyrielle Étienne (1 min 58 s 05) Coralie Balmy (1 min 56 s 15) Margaux Farrell Mylène Lazare | 7 min 47 s 49 (RF)  |
| 4 × 100 m 4 nages résultats détaillés    | USA Missy Franklin (58 s 50) Rebecca Soni (1 min 4 s 82) Dana Vollmer (55 s 48) Allison Schmitt (53 s 25) Jessica Hardy Breeja Larson Rachel Bootsma Claire Donahue | 3 min 52 s 05 (RM)  | AUS Emily Seebohm (59 s 01) Leisel Jones (1 min 6 s 06) Alicia Coutts (56 s 41) Melanie Schlanger (52 s 54) Brittany Elmslie                                                               | 3 min 54 s 02        | JPN Aya Terakawa (58 s 99) Satomi Suzuki (1 min 5 s 96) Yuka Kato (57 s 36) Haruka Ueda (53 s 42)                                                                        | 3 min 55 s 73       |
| Eau libre                                | |                     | |                      | |                     |
| 10 km résultats détaillés                | Éva Risztov (HUN) | 1 h 57 min 38 s 2   | Haley Anderson (USA) | 1 h 57 min 38 s 6    | Martina Grimaldi (ITA) | 1 h 57 min 41 s 8   |

## Médailles

### Tableau des médailles
Les États-Unis dominent les épreuves de natation avec 31 médailles, soit le même total qu'il y a quatre ans aux Jeux olympiques de 2008.
La Chine (10 médailles dont 5 titres) et la France (7 médailles dont 4 titres) complètent le podium.
Le Royaume-Uni, pays hôte, décroche 3 médailles mais aucun titre.
Dix-neuf nations empochent au moins une médaille, soit deux de moins qu'aux Jeux de 2008 à Pékin.
Le tableau final est le suivant :
| Rang  | Nation         | Or | Argent | Bronze | Total |
| ----- | -------------- | -- | ------ | ------ | ----- |
| 1     | États-Unis     | 16 | 9      | 6      | 31    |
| 2     | Chine          | 5  | 2      | 3      | 10    |
| 3     | France         | 4  | 2      | 1      | 7     |
| 4     | Pays-Bas       | 2  | 1      | 1      | 4     |
| 5     | Afrique du Sud | 2  | 1      | 0      | 3     |
| 6     | Hongrie        | 2  | 0      | 1      | 3     |
| 7     | Australie      | 1  | 6      | 3      | 10    |
| 8     | Tunisie        | 1  | 0      | 1      | 2     |
| 9     | Lituanie       | 1  | 0      | 0      | 1     |
| 10    | Japon          | 0  | 3      | 8      | 11    |
| 11    | Russie         | 0  | 2      | 2      | 4     |
| 12    | Biélorussie    | 0  | 2      | 0      | 2     |
| 12    | Espagne        | 0  | 2      | 0      | 2     |
| 12    | Corée du Sud   | 0  | 2      | 0      | 2     |
| 15    | Royaume-Uni    | 0  | 1      | 2      | 3     |
| 15    | Canada         | 0  | 1      | 2      | 3     |
| 17    | Brésil         | 0  | 1      | 1      | 2     |
| 18    | Allemagne      | 0  | 1      | 0      | 1     |
| 19    | Italie         | 0  | 0      | 1      | 1     |
| Total | Total          | 34 | 36     | 32     | 102   |

### Nageurs et nageuses les plus médaillés
| Rang | Athlète             | Médaille d'or, Jeux olympiques | Médaille d'argent, Jeux olympiques | Médaille de bronze, Jeux olympiques | Total |
| ---- | ------------------- | ------------------------------ | ---------------------------------- | ----------------------------------- | ----- |
| 1    | Michael Phelps      | 4                              | 2                                  | 0                                   | 6     |
| 2    | Missy Franklin      | 4                              | 0                                  | 1                                   | 5     |
| 3    | Allison Schmitt     | 3                              | 1                                  | 1                                   | 5     |
| 4    | Ryan Lochte         | 2                              | 2                                  | 1                                   | 5     |
| 5    | Alicia Coutts       | 1                              | 3                                  | 1                                   | 5     |
| 6    | Sun Yang            | 2                              | 1                                  | 1                                   | 4     |
| 7    | Dana Vollmer        | 3                              | 0                                  | 0                                   | 3     |
| 8    | Nathan Adrian       | 2                              | 1                                  | 0                                   | 3     |
| 8    | Yannick Agnel       | 2                              | 1                                  | 0                                   | 3     |
| 8    | Matthew Grevers     | 2                              | 1                                  | 0                                   | 3     |
| 8    | Ranomi Kromowidjojo | 2                              | 1                                  | 0                                   | 3     |
| 8    | Rebecca Soni        | 2                              | 1                                  | 0                                   | 3     |
| 13   | Brittany Elmslie    | 1                              | 2                                  | 0                                   | 3     |
| 13   | Cullen Jones        | 1                              | 2                                  | 0                                   | 3     |
| 13   | Melanie Schlanger   | 1                              | 2                                  | 0                                   | 3     |
| 13   | Emily Seebohm       | 1                              | 2                                  | 0                                   | 3     |
| 17   | Camille Muffat      | 1                              | 1                                  | 1                                   | 3     |
| 18   | Ryosuke Irie        | 0                              | 2                                  | 1                                   | 3     |
| 19   | Satomi Suzuki       | 0                              | 1                                  | 2                                   | 3     |

## Records

### Records du monde
| Date       | Épreuve                 | Nouveau record                       | Nouveau record           | Ancien record                | Ancien record  | Ancien record   |
| ---------- | ----------------------- | ------------------------------------ | ------------------------ | ---------------------------- | -------------- | --------------- |
| Date       | Épreuve                 | Nageur                               | Temps                    | Nageur                       | Temps          | Date            |
| 29 juillet | 100 mètres brasse       | Cameron van der Burgh Afrique du Sud | 58 s 46 en finale        | Brenton Rickard Australie    | 58 s 58        | 27 juillet 2009 |
| 1er août   | 200 mètres brasse       | Dániel Gyurta Hongrie                | 2 min 7 s 28 en finale   | Christian Sprenger Australie | 2 min 7 s 31   | 30 juillet 2009 |
| 4 août     | 1 500 mètres nage libre | Sun Yang Chine                       | 14 min 31 s 02 en finale | Sun Yang Chine               | 14 min 34 s 14 | 31 juillet 2011 |

| Date       | Épreuve                | Nouveau record                                                      | Nouveau record               | Ancien record                                     | Ancien record | Ancien record   |
| ---------- | ---------------------- | ------------------------------------------------------------------- | ---------------------------- | ------------------------------------------------- | ------------- | --------------- |
| Date       | Épreuve                | Nageuse                                                             | Temps                        | Nageuse                                           | Temps         | Date            |
| 28 juillet | 400 mètres 4 nages     | Ye Shiwen Chine                                                     | 4 min 28 s 43 en finale      | Stephanie Rice Australie                          | 4 min 29 s 45 | 10 août 2008    |
| 29 juillet | 100 mètres papillon    | Dana Vollmer États-Unis                                             | 55 s 98 en finale            | Sarah Sjöström Suède                              | 56 s 06       | 27 juillet 2009 |
| 1er août   | 200 mètres brasse      | Rebecca Soni États-Unis                                             | 2 min 20 s 00 en demi-finale | Annamay Pierse Canada                             | 2 min 20 s 12 | 30 juillet 2009 |
| 2 août     | 200 mètres brasse      | Rebecca Soni États-Unis                                             | 2 min 19 s 59 en finale      | Rebecca Soni États-Unis                           | 2 min 20 s 00 | 1er août 2012   |
| 3 août     | 200 mètres dos         | Missy Franklin États-Unis                                           | 2 min 4 s 06 en finale       | Kirsty Coventry Zimbabwe                          | 2 min 4 s 81  | 1er août 2009   |
| 4 août     | 4 × 100 mètres 4 nages | États-Unis Missy Franklin Rebecca Soni Dana Vollmer Allison Schmitt | 3 min 52 s 05 en finale      | Chine Zhao Jing Chen Huijia Jiao Liuyang Li Zhesi | 3 min 52 s 19 | 1er août 2009   |

### Records continentaux
| Date            | Épreuve                          | Athlète(s)      | Performance   | Continent |
| --------------- | -------------------------------- | --------------- | ------------- | --------- |
| 28 juillet 2012 | 400 mètres 4 nages masculin      | Kosuke Hagino   | 4 min 10 s 01 | Asie      |
| 28 juillet 2012 | 400 mètres 4 nages masculin      | Kosuke Hagino   | 4 min 8 s 94  | Asie      |
| 29 juillet 2012 | 400 mètres nage libre féminin    | Allison Schmitt | 4 min 1 s 77  | Amérique  |
| 30 juillet 2012 | 200 mètres papillon masculin     | Chad le Clos    | 1 min 54 s 34 | Afrique   |
| 31 juillet 2012 | 200 mètres papillon masculin     | Chad le Clos    | 1 min 52 s 96 | Afrique   |
| 3 août 2012     | 800 mètres nage libre féminin    | Lauren Boyle    | 8 min 22 s 72 | Océanie   |
| 3 août 2012     | 800 mètres nage libre féminin    | Katie Ledecky   | 8 min 14 s 63 | Amérique  |
| 4 août 2012     | 1 500 mètres nage libre masculin | Ryan Cochrane   | 1 min 40 s 91 | Amérique  |